# 陰龍屬
陰龍屬（學名：Inosaurus）是下白堊紀的一屬恐龍，目前只有發現一個部份化石，發現於尼日撒哈拉沙漠地區，相當於白堊紀貝里亞階到巴列姆階，目前的狀態是疑名。陰龍是小型恐龍，但身體粗壯，人字形骨上下高、下側中線有溝痕。
模式種是特瑞弗陰龍 ( I. tedreftensis )，是由艾伯特·拉伯（Albert de Lapparent）在1960年描述、命名。種名是以化石發現地點阴-特端弗地区 ( In Tedreft ) 為名。陰龍的正模標本包含25節脊椎、一個部分左脛骨。拉伯還將四個發現其他地點的脊椎標本，列為副模標本；另將恩斯特·斯特莫（Ernst Stromer）發現於埃及的三個脊椎，也列入陰龍屬。這些標本目前都存放在巴黎法國自然史博物館。
這些化石發現於三個不同的地方，而且化石破碎，所以有研究人員指出陰龍其實是一種嵌合體，由不同屬或不同種的動物化石組成。

## 外部連結
- 陰龍 （页面存档备份，存于） - Dinosaur Encyclopedia
- 獸腳亞目的演化樹與各屬簡介 - Thescelosaurus